# Rue Malpart
La  rue Malpart est une rue de la commune de Lille dans le département français du Nord en région Hauts-de-France.

## Situation et accès
La rue Malpart est située dans le quartier de Lille-Saint-Sauveur entre la rue Pierre-Mauroy et la rue Lydéric.
Elle est desservie par la station Mairie de Lille  de la ligne 2 du métro de Lille.

## Origine du nom
Le nom serait lié à l’achat par la ville du fief de Mallepart en 1610.

## Historique
La rue s’étend sur un site parmi les plus anciennement occupés de Lille, peut-être dès l’Antiquité, certainement à la fin du  XIIe siècle ou début du  XIIIe siècle intégré dans la paroisse Saint-Sauveur à l’intérieur de l’enceinte du  XIIIe siècle qui englobait également la paroisse Saint-Maurice. Des artisans y sont établis à cette époque. La trame urbaine se met en place au XVe siècle avec la fondation de l’hospice Gantois vers 1460 dont la façade principale est située rue des Malades, actuelle rue Pierre-Mauroy avec des jardins et son cimetière  à l’arrière entre la rue Malpart et la rue du Bois-Saint-Sauveur (disparue) parallèle.
La rue Malpart aboutissait au rempart médiéval, ensuite à la rue Saint-Michel percée le long de l’enceinte déplacée au cours du  XVIIe siècle.
Une rangée de maisons au bord de la rue Malpart longeait les jardins de l’hospice à l’arrière.
La rue aboutit ensuite place Gentil-Muiron ouverte en 1868 à l’emplacement de la rue Saint-Michel, d’une partie des jardins de l'hospice Gantois et  du rempart démoli dans les années 1860 lors de l'agrandissement de Lille en 1858. Une halle y est construite. 
Au cours des années 1930, la rue est élargie, les maisons qui longeaient le jardin de l’hospice sont détruites et de nouveaux immeubles sont construits de l’autre côté de la rue.  
La place Gentil-Muiron est supprimée vers 1960. Une maternité est construite à son emplacement et sur la partie subsistante des jardins de l'hospice. La rue Malpart longe la maternité et aboutit dès lors rue Lydéric. Le bâtiment de la maternité est utilisé par une auberge de jeunesse de 1996 à 2016, puis démoli pour construire des immeubles de logements. Entre-temps, des fouilles archéologiques sont effectuées sur ce terrain en 2017 et 2018.

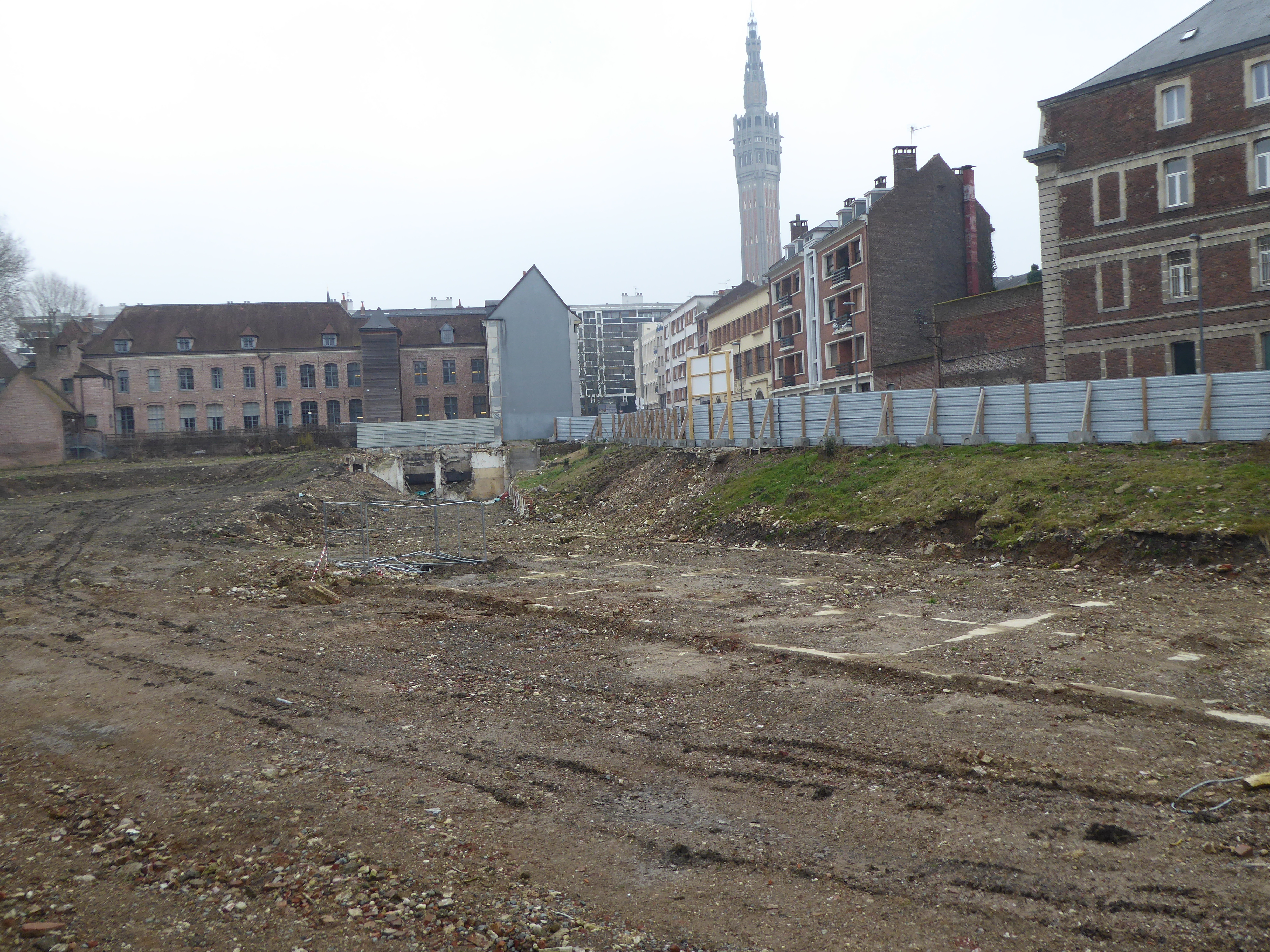
Fouilles archéologiques. Au fond à gauche, l’hospice Gantois, au premier plan à droite la caserne Vandamme.

## La rue auXXIesiècle
La rue Malpart est une voie secondaire sans commerce à  sens unique de circulation et double-sens cyclable.

## Édifice remarquable
La rue longe le mur de l’hospice Gantois dont l’entrée principale est rue Pierre-Mauroy.